# 切雷托兰盖
切雷托兰盖（義大利語：Cerretto Langhe），是意大利库内奥省的一个市镇。总面积10平方公里，人口460人，人口密度46.0人/平方公里（2009年）。ISTAT代码为004063。